# Lola T70
Der Lola T70 wurde im Jahre 1965 vom britischen Rennwagenhersteller Lola als zweisitziger Rennsportwagen für die unlimitierten Gruppe-7-Sportwagen-Rennserien in England und den USA entwickelt. Die ab 1967 gebaute Coupé-Version ermöglichte dann auch den Einsatz in der Marken-Weltmeisterschaft. Der Lola T70 gilt als erfolgreichster Rennsport-Zweisitzer Englands.

## Bauarten
Die erste Variante war der Typ Lola T70 Spyder. 1966 erschien der Lola T70 Mk II Spyder, der 1967 vom Modell Lola Mk III Spyder abgelöst wurde. John Surtees wurde 1966 in der CanAm-Serie auf Lola Weltmeister, im Folgejahr konnte gegen die McLaren M6A-Chevrolet jedoch nur ein Rennen gewonnen werden. Die erste geschlossene Variante war der Typ Lola Mk III Coupé, der 1967 erschien; abgelöst vom Typ Mk IIIB Coupé der 1969 erschien und bis 1970 gebaut wurde. Der T70 Mk III Coupé war auch als Version mit Straßenzulassung erhältlich. Insgesamt wurden 88 Lola T70 hergestellt.
Als Motor kam ein V8-Motor von Chevrolet oder Aston Martin zum Einsatz, der ab 1968 aus rund fünf Litern Hubraum bei 7000/min eine Leistung von 336 kW (450 PS) lieferte. Als 1968 die Regeln den Hubraum der Prototypen auf drei Liter begrenzten, wurde den in mindestens 50 Exemplaren gebauten Sportwagen fünf Liter Hubraum eingeräumt, ab 1969 reichte eine Mindestanzahl von 25 gebauten Fahrzeugen, um der Homologation zu entsprechen. Davon profitierte Ford insbesondere in Le Mans mit den schon betagten GT40, aber auch Lola mit der weiterentwickelten Variante T70 Mk IIIB Coupé, die von Eric Broadley und Tony Southgate stammte und Anfang 1969 das 24-Stunden-Rennen von Daytona gewann. Von dieser Variante wurden insgesamt 16 Exemplare in den Jahren 1969 bis 1970 hergestellt. Es blieb der größte Erfolg eines T70, da Porsche im Frühjahr 1969 mit dem neukonstruierten Porsche 917 die Ausnahmeregeln für Kleinseriensportwagen konsequent ausnutzte, ebenso wie Ferrari mit dem Ferrari 512S Ende des Jahres.
Da kaum siegfähig und in der Anschaffung günstig, wurden T70-Fahrgestelle in Filmen der 1970er Jahre verwendet, etwa in Le Mans, und in THX 1138. Als Kit Car wurde der Lola T70 Mk II Coupé vom britischen Hersteller GT Developments in den 1990er Jahren in kleiner Stückzahl hergestellt.

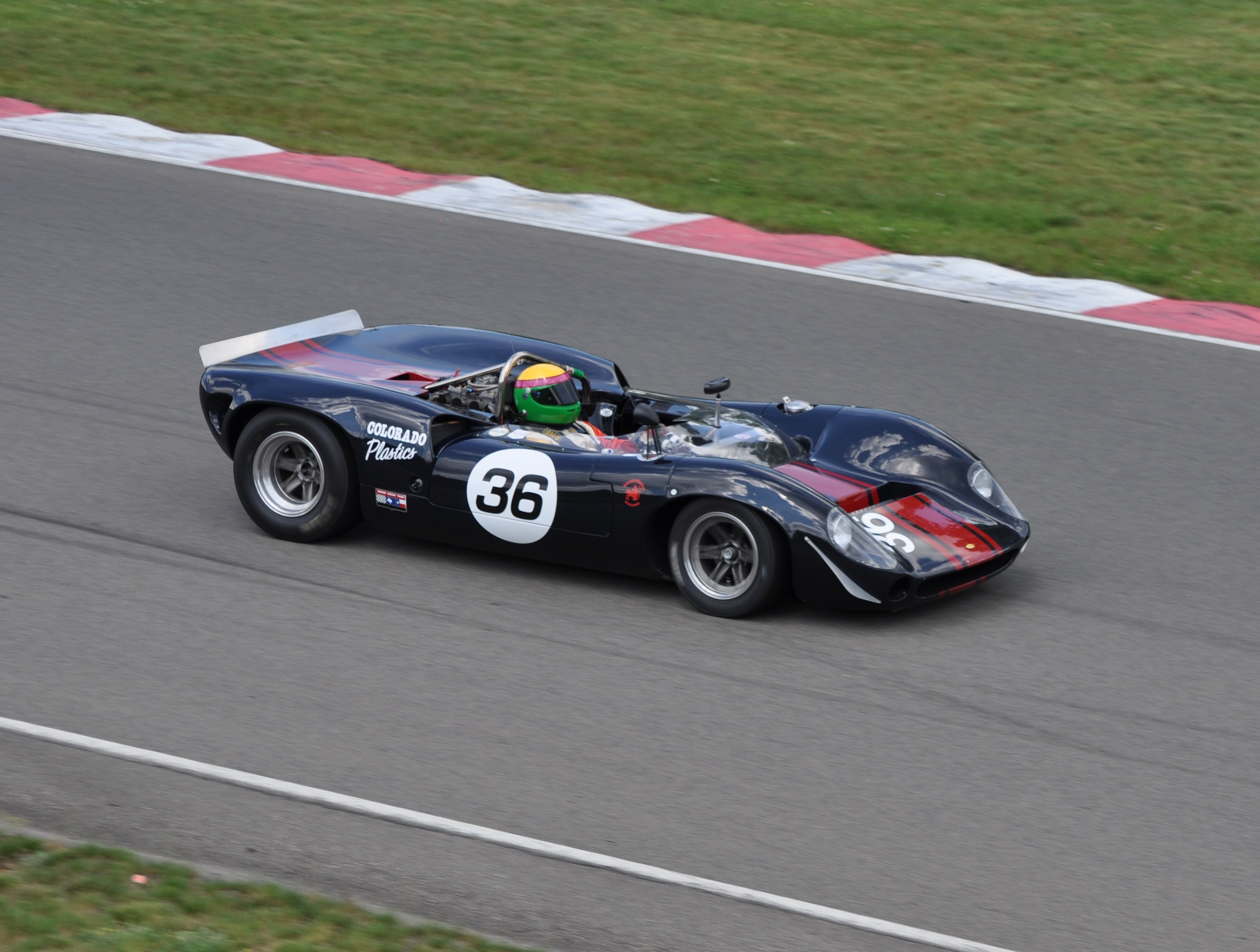
Lola T70 Spyder (1965)
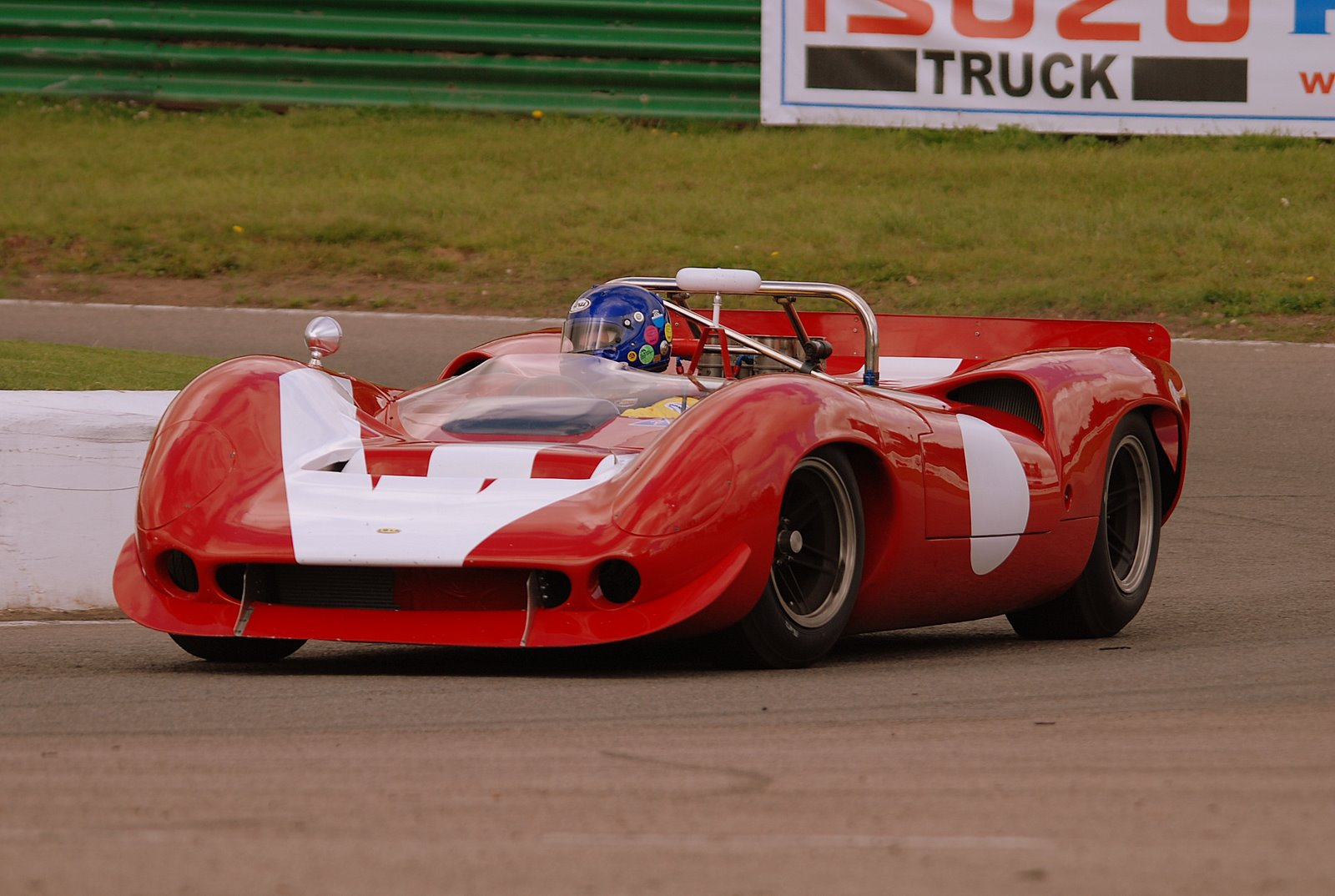
Lola T70 Mk II Spyder (1966)
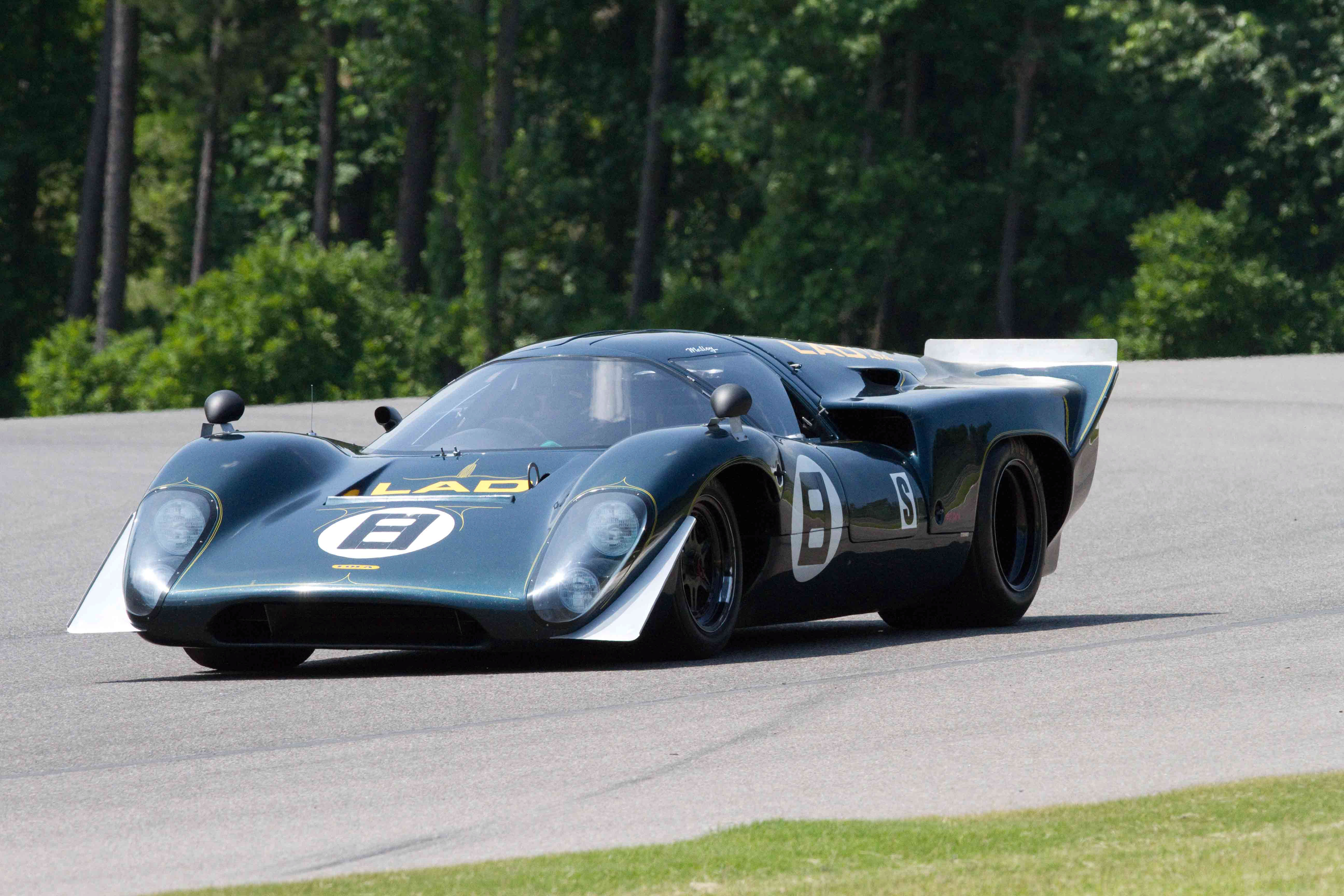
Lola T70 Mk IIIB Coupé (1969)
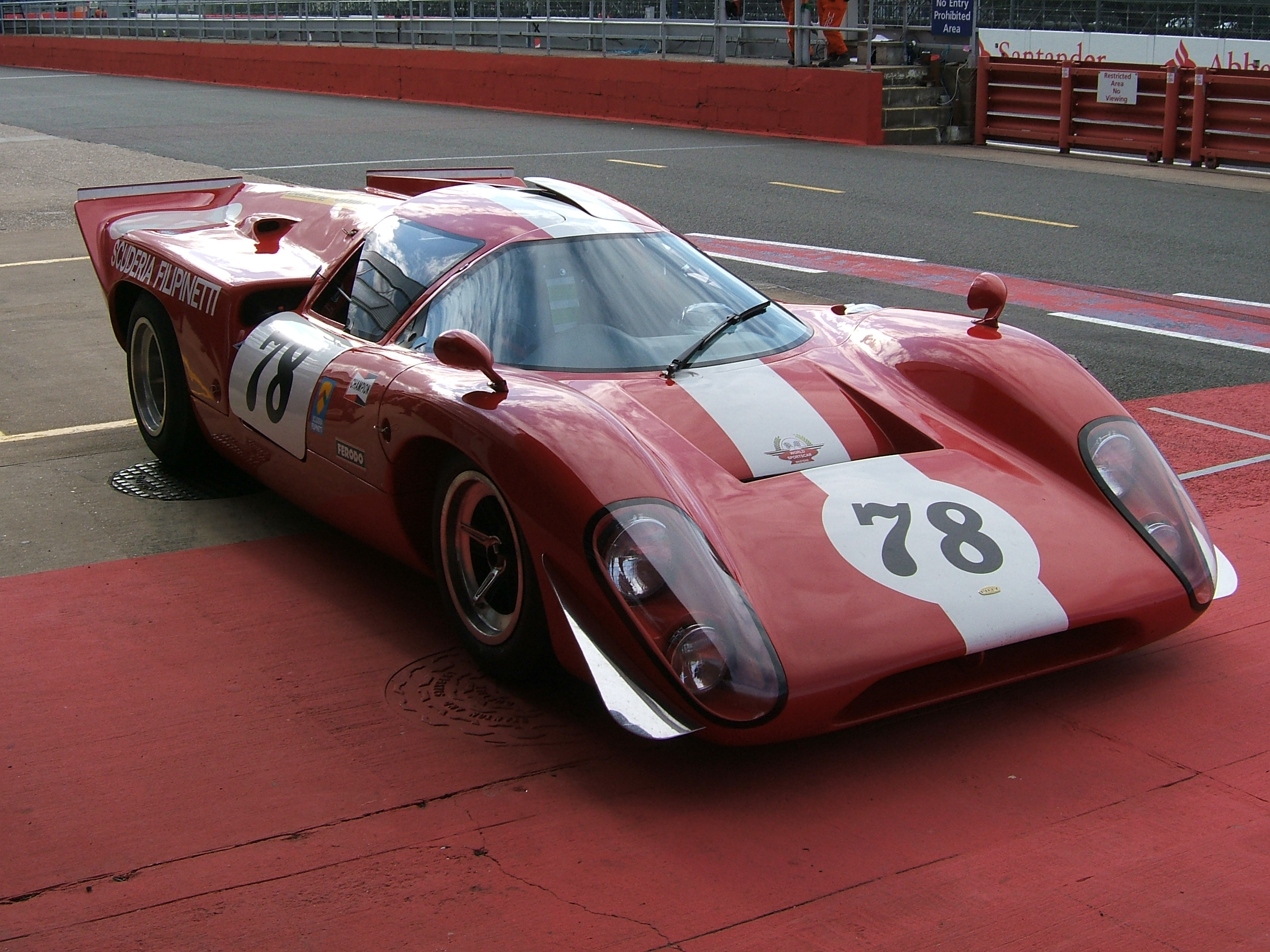
Lola T70 Mk IIIB Coupé (1969)